# Pasir Angin
Pasir Angin is een bestuurslaag in het regentschap Bogor van de provincie West-Java, Indonesië. Pasir Angin telt 37.930 inwoners (volkstelling 2010).